# Luge als Jocs Olímpics d'hivern de 2014 - Equips mixtos
Als Jocs Olímpics d'Hivern de 2014 celebrats a la ciutat de Sotxi (Rússia) es disputà una prova de luge en categoria mixta per equips que formà part del programa oficial dels Jocs. Aquesta fou la primera vegada que es disputà aquesta prova en uns Jocs Olímpics.
La competició tingué lloc el dia 13 de febrer de 2014 a les instal·lacions esportives del Sliding Center Sanki.

## Equips participants
- Alemanya
- Àustria
- Canadà
- Corea del Sud
- Eslovàquia
- Estats Units
- Itàlia
- Letònia
- Polònia
- Rússia
- Txèquia
- Ucraïna

## Resultats
| Or                                                                     | Argent                                                                            | Bronze                                                           |
| AlemanyaNatalie Geisenberger · Felix Loch · Tobias Arlt / Tobias Wendl | RússiaTatiana Ivanova · Albert Demchenko · Alexander Denisyev / Vladislav Antonov | LetòniaElīza Tīruma · Mārtiņš Rubenis · Andris Šics / Juris Šics |

| Rànq.  | Dorsal         | Nom                                                                     | CON           | Individual femení | Individual masculí | Parelles | Total    | Temps  |
| ------ | -------------- | ----------------------------------------------------------------------- | ------------- | ----------------- | ------------------ | -------- | -------- | ------ |
| Or     | 10-1 10-2 10-3 | Natalie Geisenberger Felix Loch Tobias Wendl / Tobias Arlt              | Alemanya      | 54.095            | 55.639             | 55.915   | 2:45.649 | +0.000 |
| Argent | 7-1 7-2 7-3    | Tatiana Ivanova Albert Demchenko Alexander Denisyev / Vladislav Antonov | Rússia        | 54.429            | 55.775             | 56.475   | 2:46.679 | +1.030 |
| Bronze | 6-1 6-2 6-3    | Elīza Tīruma Mārtiņš Rubenis Andris Šics / Juris Šics                   | Letònia       | 54.745            | 56.048             | 56.502   | 2:47.295 | +1.646 |
| 4      | 11-1 11-2 11-3 | Alex Gough Samuel Edney Tristan Walker / Justin Snith                   | Canadà        | 54.643            | 56.197             | 56.555   | 2:47.395 | +1.746 |
| 5      | 9-1 9-2 9-3    | Sandra Gasparini Armin Zöggeler Christian Oberstolz / Patrick Gruber    | Itàlia        | 54.823            | 56.039             | 56.558   | 2:47.420 | +1.771 |
| 6      | 8-1 8-2 8-3    | Erin Hamlin Chris Mazdzer Christian Niccum / Jayson Terdiman            | Estats Units  | 54.338            | 56.245             | 56.972   | 2:47.555 | +1.906 |
| 7      | 12-1 12-2 12-3 | Miriam Kastlunger Wolfgang Kindl Andreas Linger / Wolfgang Linger       | Àustria       | 55.596            | 56.434             | 56.447   | 2:48.477 | +2.828 |
| 8      | 3-1 3-2 3-3    | Natalia Wojtuściszyn Maciej Kurowski Patryk Poręba / Karol Mikrut       | Polònia       | 54.937            | 56.737             | 58.079   | 2:49.753 | +4.104 |
| 9      | 4-1 4-2 4-3    | Vendula Kotenová Ondřej Hyman Lukáš Brož / Antonín Brož                 | Txèquia       | 55.600            | 56.926             | 57.279   | 2:49.805 | +4.156 |
| 10     | 5-1 5-2 5-3    | Viera Gburová Jozef Ninis Marian Zemaník / Jozef Petrulák               | Eslovàquia    | 55.757            | 56.472             | 57.936   | 2:50.165 | +4.516 |
| 11     | 2-1 2-2 2-3    | Olena Shkhumova Andriy Kis Oleksandr Obolonchyk / Roman Zakharkiv       | Ucraïna       | 55.671            | 56.882             | 58.502   | 2:51.055 | +5.406 |
| 12     | 1-1 1-2 1-3    | Sung Eun-Ryung Kim Dong-Hyeon Park Jin-Yong / Cho Jung-Myung            | Corea del Sud | 56.174            | 57.986             | 58.469   | 2:52.629 | +6.980 |